# 35. Division (Japanisches Kaiserreich)
Die 35. Division (jap. 第35師団, Dai-sanjūgo Shidan) war eine Division des Kaiserlich Japanischen Heeres, die 1939 aufgestellt und 1945 aufgelöst wurde. Ihr Tsūshōgō-Code (militärischer Tarnname) war Ost-Division (東兵団, Higashi-heidan) bzw. Higashi 2935 bzw. Higashi 2937.

## Geschichte der Einheit
Die 35. Division wurde am 7. Februar 1939 unter dem Kommando von Generalleutnant Maeda Osamu als Typ B „Standard“ Division als Triangulare Division aufgestellt und bestand aus der 35. Infanterie-Brigade (219., 220. und 221. Regiment) sowie der 25. Tanketten-Kompanie, dem 4. Selbstständigen Gebirgsartillerie-Regiment und dem 35. Pionier- und Transport-Regiment. Das Hauptquartier der ca. 17.000 Mann starken Division lag in Tokio, Kaiserreich Japan.

### Zweiter Japanisch-Chinesischer Krieg
Die Division wurde im Mai 1939 nach ihrer Aufstellung auf den Kriegsschauplatz des Zweiten Japanisch-Chinesischen Krieges verschifft und unterstand dort der Garnisonsarmee China (Regionalarmee Nordchina). Dort wurde sie hauptsächlich in den Provinzen Shanxi und Henan als Garnisonseinheit im Hinterland zur Partisanenbekämpfung eingesetzt.
Von 1940 bis März 1944 war die Division in Kaifeng im Norden Chinas stationiert. Ende 1943 begann eine Phase der Umgruppierung der Division, bei der das Gebirgsartillerie-Regiment und die Tanketten-Kompanie aufgelöst wurden. Weiterhin wurde die Pionier- und Transport-Einheit drastisch verkleinert, was die Division bis März 1944 auf eine Stärke von 12.000 Mann reduzierte.

### Pazifikkrieg
Im April 1944 befahl das Daihon’ei Verstärkungen in den Südwestpazifik zu verlegen, um dem alliierten Vormarsch zu begegnen. Dazu schiffte sich das 219. Regiment in Qingdao ein, um via Palau nach Neuguinea verlegt zu werden. Der Rest der Division wurde in Shanghai verladen und sollte via Manila und Halmahera in den Nordwesten Neuguineas befördert werden. Dazu wurde in Shanghai ein Schiffskonvoi zusammengestellt, der Take-Ichi-Konvoi (dt. „Schiffsverband Bambus Eins“) genannt wurde und aus 10 Kriegsschiffen, 2 U-Booten und 15 Truppentransportern bestand. Neben der 35. befand sich auch die 32. Division an Bord der Transportschiffe.
Mittels abgefangener Funksprüche konnte das amerikanische U-Boot USS Jack den Konvoi am Morgen des 26. April nordwestlich der Küste von Luzon sichten und kurz darauf das Frachtschiff Yoshida Maru versenken. Auf dem Schiff befand sich ein komplettes Regiment der 32. Division. Alle annähernd 3.000 Menschen auf dem Schiff kamen bei dem schnellen Untergang um. Die verbliebenen japanischen Schiffe setzten ihre Fahrt fort und erreichten ohne weitere Zwischenfälle am 29. April Manila.
Am 6. Mai entdeckte die USS Gurnard den Geleitzug in der Celebessee nahe der nordöstlichen Spitze Sulawesis. Das Boot griff die japanischen Transporter an und traf mit drei Torpedofächern drei von ihnen. Durch die Angriffe der Gurnard sanken die Transportschiffe Aden Maru und Tajima Maru sowie das Frachtschiff Tenshinzan Maru. Trotz der eingeleiteten Rettungsmaßnahmen kamen 1.290 Menschen bei den Angriffen ums Leben und große Mengen Material gingen verloren. Aufgrund seiner schweren Verluste erhielt der Take-Ichi-Konvoi den Befehl, Halmahera anzulaufen, anstatt weiter Richtung Neuguinea zu fahren. Er erreichte die Insel ohne weitere Zwischenfälle am 9. Mai. Beide Divisionen gingen dort von Bord, bevor die Schiffe am 13. Mai den Rückmarsch nach Manila antraten, wo sie ohne Verluste am 20. Mai eintrafen.
Bis Ende Mai wurden die Reste der 35. Division weiter nach Sorong im Westen Neuguineas transportiert während die 32. Division auf Halmahera verblieb. Zur gleichen Zeit fand ab dem 27. Mai 1944 die Schlacht um Biak auf der gleichnamigen Insel statt, die ca. 300 km von Sorong liegt. Drei Kompanien der 35. Division machten sich unverzüglich auf den Weg, um die Biak verteidigende 36. Division zu unterstützen. Die auf kleinen Booten übersetzenden Japaner wurden bis August 1944 vollständig aufgerieben. Die Verstärkung von Biak durch weitere Soldaten der 35. wurde zwar erwogen, fand jedoch wegen der alliierten Luftüberlegenheit nicht mehr statt.
Mitte Juni zeichnete sich ab, dass die Alliierten auch die benachbarte Insel Noemfoor besetzen könnten, sodass Befehl gegeben wurde, das 3. Bataillon des 219. Regiments als Verstärkung zu schicken. Die antizipierte Landung erfolgte am 2. Juli 1944. Von der 2000 Mann starken Garnison fielen 1730 Mann.
Die Reste der Division verblieben bei Sorong, wo sie, ohne in weitere Kampfhandlungen verwickelt worden zu sein, bis zum Kriegsende im September 1945 ausharrten. Die 35. Division wurde kurz darauf aufgelöst und die überlebenden Soldaten nach Japan gebracht.

## Gliederung
Im Februar 1939 erfolgte die Aufstellung als Triangulare Typ B „Standard“ Division wie folgt:
- Stab (250 Mann)
  - Stab 35. Infanterie-Brigade (100 Mann)
    - 219. Infanterie-Regiment (3250 Mann)
    - 220. Infanterie-Regiment (3250 Mann)
    - 221. Infanterie-Regiment (3250 Mann)

  - 25. Tanketten-Kompanie (100 Mann) 1
  - 4. Selbstständige Gebirgsartillerie-Regiment (2100 Mann; 36 Typ 41 75-mm-Gebirgsgeschütze) 1
  - 35. Pionier-Regiment (956 Mann) 2
  - 35. Signal-Einheit (240)
  - 35. Transport-Regiment (1810 Mann) 3
  - 35. Versorgungs-Kompanie (110 Mann)
  - 35. Feldhospital (310 Mann)
  - 35. Wasserversorgungs- und -aufbereitungs-Einheit (235 Mann)
  - 35. Veterinär-Hospital (40 Mann)

Gesamtstärke: 16.251 Mann

## Führung
Divisionskommandeure
- Maeda Osamu, Generalleutnant: 9. März 1939 bis 23. Mai 1940
- Harada Kumakichi, Generalleutnant: 25. Mai 1940 bis 2. März 1942
- Shigeta Tokumatsu, Generalleutnant: 2. März 1942 bis 28. Februar 1942
- Sakanishi Kazuyoshi, Generalleutnant: 28. Februar 1942 bis 4. März 1944
- Ikeda Shunkichi, Generalleutnant: 4. März 1944–1945